# Jana Kramer
Jana Rae Kramer, född 2 december 1983 i Detroit, Michigan, är en amerikansk skådespelare och countrysångare. Hon har varit med i ett antal filmer och TV-serier, som CSI: New York, Friday Night Lights, Entourage, Grey's Anatomy och One Tree Hill. I One Tree Hill spelar hon skådespelaren Alex Dupre och i fjärde säsongen av Grey’s Anatomy gästspelar hon i dubbelavsnittet Freedom (Part 1 & 2). Jana spelar Lola vars vän har fastnat i ett cementblock efter att en grupp tonåringar utmanat honom att lägga sig i ett kar fullt av cement. Hon släppte sin första singel i februari 2011 "I Won't Give Up", i april samma år kom hennes andra singel, "Whiskey", och i maj kom singeln "Why Ya Wanna".

## Filmografi
Film
- 2002 – Dead/Undead
- 2003 – The Passage
- 2003 – Blood Games
- 2005 – Blue Demon
- 2005 – Return of the Living Dead: Necropolis
- 2006 – Click
- 2007 – Boxboarders!
- 2008 – Prom Night
- 2008 – Approaching Midnight
- 2008 – Bar Starz
- 2008 – The Poker Club
- 2009 – Laid to Rest
- 2009 – Spring Breakdown
- 2013 – Heart of the Country
- 2018 – Support the Girls

TV
- 2006 – CSI: New York (episode 3.10: "Sweet 16")
- 2007 – Friday Night Lights (7 episoder)
- 2008 – Can You Duet (2 episoder)
- 2008 – Grey's Anatomy (1 episod, "Freedom")
- 2008–2009 – 90210 (5 episoder)
- 2009 – Private Practice (1 episod, "What Women Want")
- 2009 – Entourage (3 episoder)
- 2009–2012 – One Tree Hill (43 episoder)
- 2013 – Dance Moms (1 episod, "Welcome Back... Now Don't Get Too Comfy")
- 2016 – Dancing with the Stars (sesong 23)
- 2016 – Country Crush
- 2017 – Love at First Bark
- 2017 – Christmas In Mississippi

## Diskografi
Studioalbum
- 2012 – Jana Kramer
- 2015 – Thirty One

Singlar (på Billboard Hot Country Songs)
- 2012 – "Why Ya Wanna" (#3)
- 2012 – "Whiskey" (#27)
- 2014 – "Love" (#37)
- 2015 – "I Got the Boy" (#5)
- 2016 – "Circles" (#47)
- 2017 – "I've Done Love" (#35)
- 2018 – "Dammit" (#48)

Promosinglar
- 2011 – "I Won't Give Up"
- 2011 – "Whiskey"
- 2012 – "What I Love About Your Love"